# Argumentum ad baculum
Argumentum ad baculum (łac. „argument odwołujący się do kija”) – pozamerytoryczny sposób argumentowania, polegający na grożeniu dyskutantowi przykrymi konsekwencjami nieprzyjęcia danej tezy, przy czym zabieg ten ma na celu nie przedstawienie jej logicznych następstw, lecz wywarcie presji na rozmówcy za pomocą emocji. W skrajnych wypadkach argument ten może dotyczyć groźby użycia przemocy ze strony samego dyskutanta. 
Argument można przedstawić zarówno werbalnie, jak i niewerbalnie, np. można powiedzieć zamknij się, bo oberwiesz, ale można też w sposób niewerbalny, czyli bez użycia słów, a zamiast nich np. gestów przekazać rozmówcy, że spotkają go przykre konsekwencje jeśli będzie dobrze argumentować swoje zdanie podczas dyskusji.

## Przykłady
- Zaniedbującemu się w nauce synowi ojciec grozi laniem celem zmuszenia go do pilności.
- Zakazywanie demonstracji, ze względu na możliwość użycia przemocy przez kontrdemonstrantów.
- Możesz pisać co chcesz, pamiętaj jednak, że nasza partia nie toleruje najmniejszych odstępstw od oficjalnej linii.
- Przykład użycia argumentu niewerbalnie: osobie przedstawiającej swoje zdanie przystawia się pistolet do skroni i w ten sposób zmusza do zmiany zdania.